# A.W.O.L.
A.W.O.L. es el decimoprimer episodio de la cuarta temporada y octagésimo episodio a lo largo de la serie de televisión estadounidense de drama y ciencia ficción, Arrow. El episodio fue escrito por Brian Ford Sullivan y Emilio Ortega Aldrich y dirigido por Charlotte Brandstrom. Fue estrenado el 27 de enero de 2016 en Estados Unidos por la cadena The CW.
Cuando una persona de su tiempo en Afganistán llega a Star City, Diggle debe ahondar en su pasado y descubrir la verdad sobre su hermano Andy. Mientras tanto, A.R.G.U.S. se convierte en el blanco de una organización conocida como Shadowspire, dejando a Lyla y Diggle en el medio. Por otra parte, Felicity y Oliver deben aprender a vivir un nuevo estilo de vida.

## Elenco
- Stephen Amell como Oliver Queen/Flecha Verde.
- Katie Cassidy como Laurel Lance/Canario Negro.
- David Ramsey como John Diggle.
- Willa Holland como Thea Queen/Speedy.
- Emily Bett Rickards como Felicity Smoak.
- John Barrowman como Malcolm Merlyn/Arquero Oscuro.
- Paul Blackthorne como el capitán Quentin Lance.

## Continuidad
- Amanda Waller fue vista anteriormente en Green Arrow, vía flashback.
- El episodio marca la primera aparición del teniente Joyner.
- Es el segundo episodio cuyos flashbacks están centrados en el tiempo que pasó Diggle en Afganistán.
- Diggle descubre que Andy fue miembro de Shadowspire.
- Oliver le da un nombre clave a Felicity.
- Es el primer episodio en el que se menciona que el nombre clave de Diggle es Spartan.
- Amanda Waller muere en este episodio.
- Andy conoce a Sara Diggle.
- A.W.O.L es un término militar conocido como Ausente sin Permiso

## Desarrollo

### Producción
La producción de este episodio comenzó el 29 de octubre y terminó el 6 de noviembre de 2015.

### Filmación
El episodio fue filmado del 9 de noviembre al 23 de noviembre de 2015.